# Steven Fisher
Steven Fisher (1982) es un deportista estadounidense que compitió en snowboard.
Ganó una medalla de bronce en el Campeonato Mundial de Snowboard de 2003, en la prueba de halfpipe. Adicionalmente, consiguió dos medallas de oro en los X Games de Invierno.

## Medallero internacional
| Campeonato Mundial | Campeonato Mundial    | Campeonato Mundial | Campeonato Mundial |
| Año                | Lugar                 | Medalla            | Prueba             |
| ------------------ | --------------------- | ------------------ | ------------------ |
| 2003               | Kreischberg (Austria) | Medalla de bronce  | Halfpipe           |

| X Games de Invierno | X Games de Invierno    | X Games de Invierno | X Games de Invierno |
| Año                 | Lugar                  | Medalla             | Prueba              |
| ------------------- | ---------------------- | ------------------- | ------------------- |
| 2004                | Aspen (Estados Unidos) | Medalla de oro      | Superpipe           |
| 2007                | Aspen (Estados Unidos) | Medalla de oro      | Superpipe           |